# Münchwilen (Argovia)
Münchwilen es una comuna suiza del cantón de Argovia, ubicada en el distrito de Laufenburgo. Limita al norte con la comuna Sisseln, al este con Eiken, al sur con Schupfart, al suroeste con Obermumpf, y al oeste con Stein. 